# Landtagswahlkreis Rheinisch-Bergischer Kreis I
Der Landtagswahlkreis Rheinisch-Bergischer Kreis I (Organisationsziffer 21) ist einer von derzeit 128 Wahlkreisen in Nordrhein-Westfalen, die jeweils einen mit der einfachen Mehrheit direkt gewählten Abgeordneten in den Landtag entsenden.
Zum Wahlkreis 21 Rheinisch-Bergischer Kreis I gehören die kreisangehörigen Städte Bergisch Gladbach und Rösrath.
Der Landtagswahlkreis Rheinisch-Bergischer Kreis I wurde mit der Landtagswahl 2005 neu gebildet. Er ging aus dem ehemaligen Wahlkreis Rheinisch-Bergischer Kreis III hervor, welcher ausschließlich Bergisch Gladbach umfasste. Rösrath gehörte zuvor noch zum Landtagswahlkreis Rheinisch-Bergischer Kreis II.

## Landtagswahl 2022
| Gegenstand der Nachweisung | Gegenstand der Nachweisung | Erst- stimmen | Erst- stimmen | Zweit- stimmen | Zweit- stimmen |
| Bewerber                   | Partei                     | Anzahl        | %             | Anzahl         | %              |
| -------------------------- | -------------------------- | ------------- | ------------- | -------------- | -------------- |
| Wahlberechtigte            | Wahlberechtigte            | 104 728       | 100           | 104 728        | 100            |
| Wähler                     | Wähler                     | 63 918        | 61            | 63 918         | 61             |
| Ungültige Stimmen          | Ungültige Stimmen          | 530           | 0,8           | 402            | 0,6            |
| Gültige Stimmen            | Gültige Stimmen            | 63 388        | 100           | 63 516         | 100            |
| davon                      |                            |               |               |                |                |
| Martin Lucke               | CDU                        | 23 710        | 37,4          | 22 942         | 36,1           |
| Tülay Durdu                | SPD                        | 15 446        | 24,4          | 13 897         | 21,9           |
| Alexander-Simon Engel      | FDP                        | 4 381         | 6,9           | 4 519          | 7,1            |
| Jörg Feller                | AfD                        | 2 681         | 4,2           | 2 714          | 4,3            |
| Andrea Lamberti            | GRÜNE                      | 14 568        | 23            | 14 889         | 23,4           |
| Tomás M. Santillán         | DIE LINKE                  | 1 166         | 1,8           | 1 000          | 1,6            |
|                            | PIRATEN                    | –             | –             | 118            | 0,2            |
|                            | Die PARTEI                 | –             | –             | 403            | 0,6            |
|                            | FREIE WÄHLER               | –             | –             | 377            | 0,6            |
|                            | BIG                        | –             | –             | 13             | 0              |
|                            | ÖDP                        | –             | –             | 86             | 0,1            |
|                            | Volksabstimmung            | –             | –             | 39             | 0,1            |
|                            | MLPD                       | –             | –             | 12             | 0              |
|                            | DIE VIOLETTEN              | –             | –             | 25             | 0              |
|                            | Gesundheitsforschung       | –             | –             | 51             | 0,1            |
|                            | ZENTRUM                    | –             | –             | 30             | 0              |
|                            | DKP                        | –             | –             | 10             | 0              |
| Songül Schlürscheid        | dieBasis                   | 616           | 1             | 630            | 1              |
|                            | DSP                        | –             | –             | 28             | 0              |
|                            | du.                        | –             | –             | 38             | 0,1            |
|                            | LIEBE                      | –             | –             | 44             | 0,1            |
|                            | FAMILIE                    | –             | –             | 112            | 0,2            |
|                            | neo                        | –             | –             | 19             | 0              |
|                            | Die Humanisten             | –             | –             | 88             | 0,1            |
|                            | PdF                        | –             | –             | 45             | 0,1            |
|                            | LfK                        | –             | –             | 50             | 0,1            |
|                            | Tierschutzpartei           | –             | –             | 551            | 0,9            |
|                            | Team Todenhöfer            | –             | –             | 105            | 0,2            |
| Markus Blümke              | Volt                       | 820           | 1,3           | 681            | 1,1            |

## Landtagswahl 2017
Wahlberechtigt waren 105.306 Einwohner. Die Wahlbeteiligung lag bei 71,5 %
| Direktkandidat       | Partei  | Erststimmen in % | Zweitstimmen in % |
| -------------------- | ------- | ---------------- | ----------------- |
| Vera Werdes          | SPD     | 30,8             | 26,2              |
| Holger Müller        | CDU     | 41,0             | 34,3              |
| Friedhelm Weiß       | GRÜNE   | 6,8              | 8,6               |
| Anita Rick-Blunck    | FDP     | 10,0             | 16,5              |
| –                    | PIRATEN | –                | 0,7               |
| Thomas Joachim Klein | LINKE   | 4,4              | 4,4               |
| Stephan Boecker      | FW      | 1,5              | 0,6               |
| Thomas Kunze         | AfD     | 5,5              | 6,2               |
| –                    | Übrige  | –                | 2,5               |

Der Wahlkreis wurde im Parlament durch den Wahlkreisabgeordneten Holger Müller (CDU) vertreten, der dem Landtag seit 2005 angehörte und das Direktmandat nach fünf Jahren von der SPD zurückerobern konnte. Müller verstarb am 9. Juni 2019.

## Landtagswahl 2012
Wahlberechtigt waren 104.466 Einwohner. Die Wahlbeteiligung lag bei 63,5 %
| Direktkandidat               | Partei  | Erststimmen in % | Zweitstimmen in % |
| ---------------------------- | ------- | ---------------- | ----------------- |
| Holger Müller                | CDU     | 34,1             | 24,5              |
| Helene Hammelrath            | SPD     | 39,0             | 34,1              |
| Robert Schallehn             | GRÜNE   | 12,0             | 14,9              |
| Annette Glamann-Krüger       | FDP     | 5,8              | 14,0              |
| Jessica Marlies Anne Seifert | LINKE   | 2,5              | 2,2               |
| Benedikt van Aaken           | Piraten | 6,7              | 7,0               |

## Landtagswahl 2010
Wahlberechtigt waren 104.046 Einwohner. Die Wahlbeteiligung lag bei 65,2 %
| Direktkandidat        | Partei        | Erststimmen in % | Zweitstimmen in % |
| --------------------- | ------------- | ---------------- | ----------------- |
| Holger Müller         | CDU           | 41,2             | 36,0              |
| Helene Hammelrath     | SPD           | 35,1             | 28,9              |
| Friedhelm Weiß        | B’90/Grüne    | 12,6             | 16,1              |
| Anette Glamann-Krüger | FDP           | 4,9              | 8,5               |
| Tomás Santillán       | Die Linke     | 4,5              | 4,9               |
| Cristoph Heger        | pro NRW       | 1,6              | 1,7               |
| Friedrich Poczka      | Soziale Mitte | 0,3              | —                 |
| Sonstige              | —             | —                | 4,0               |

## Landtagswahl 2005
Direkt gewählter Abgeordneter des Wahlkreises Rheinisch-Bergischer Kreis I war Holger Müller (CDU).
| Direktkandidat 2005  | Partei        | 2005 Stimmen in % | 2000 Stimmen in % |
| -------------------- | ------------- | ----------------- | ----------------- |
| Holger Müller        | CDU           | 44,9              | 39,0              |
| Helene Hammelrath    | SPD           | 33,0              | 36,3              |
| Bernd Koglin         | FDP           | 9,5               | 12,8              |
| Magda Ryborsch       | GRÜNE         | 8,4               | 9,1               |
| Helmut Leih          | WASG          | 2,0               | —                 |
| Rainer Stefan Engels | NPD           | 0,8               | —                 |
| Phillip Dorfeld      | PDS           | 0,7               | 0,8               |
| Udo Höppner          | REP           | 0,4               | 1,1               |
| Klaus Hoffmann       | ödp           | 0,4               | —                 |
|                      | UNABH. BÜRGER | —                 | 0,9               |
|                      | BüSo          | —                 | < 0,1             |

## Bisherige Abgeordnete
Direkt gewählte Abgeordnete des Wahlkreises Rheinisch-Bergischer Kreis I waren:
| Jahr | Wahlkreissieger   | Partei | Anteil an Erststimmen |
| ---- | ----------------- | ------ | --------------------- |
| 2017 | Holger Müller     | CDU    | 41,0 %                |
| 2012 | Helene Hammelrath | SPD    | 39,0 %                |
| 2010 | Holger Müller     | CDU    | 41,2 %                |
| 2005 | Holger Müller     | CDU    | 44,9 %                |